# Маршрут тихоокеанского хребта
Маршрут тихоокеанского хребта, или Тихоокеанская тропа (англ. Pacific Crest Trail, официальное название — The Pacific Crest National Scenic Trail, сокращённая аббревиатура — PCT) — пешеходный и конный туристический маршрут протяжённостью 4279 километров, пролегающий по системе горных хребтов вдоль тихоокеанского побережья Соединённых Штатов Америки от границы с Мексикой до границы с Канадой. Маршрут тропы проходит вдали от крупных населённых пунктов по живописным уголкам дикой нетронутой человеком природы. Является самым западным и вторым по длине маршрутом из Triple Crown of Hiking.

## География
Маршрут тихоокеанского хребта проходит через территории штатов — Калифорния, Орегон и Вашингтон, а также частично (около 19,3 км) по территории канадской провинции Британская Колумбия на удалении от 160 до 240 километров к востоку от тихоокеанского побережья США. Диапазон высот от 43 метров над уровнем моря на границе штатов Орегон и Вашингтон, до 4009 метров над уровнем моря в районе перевала Форестер в горах Сьерра-Невада.
Южное окончание тропы находится вблизи населённого пункта Кампо на границе США и Мексики. Северное окончание тропы находится на границе США и Канады недалеко от Manning Park. Средняя точка возле населенного пункта Честер недалеко от горы Лассен (Лассен-Волканик (национальный парк)).

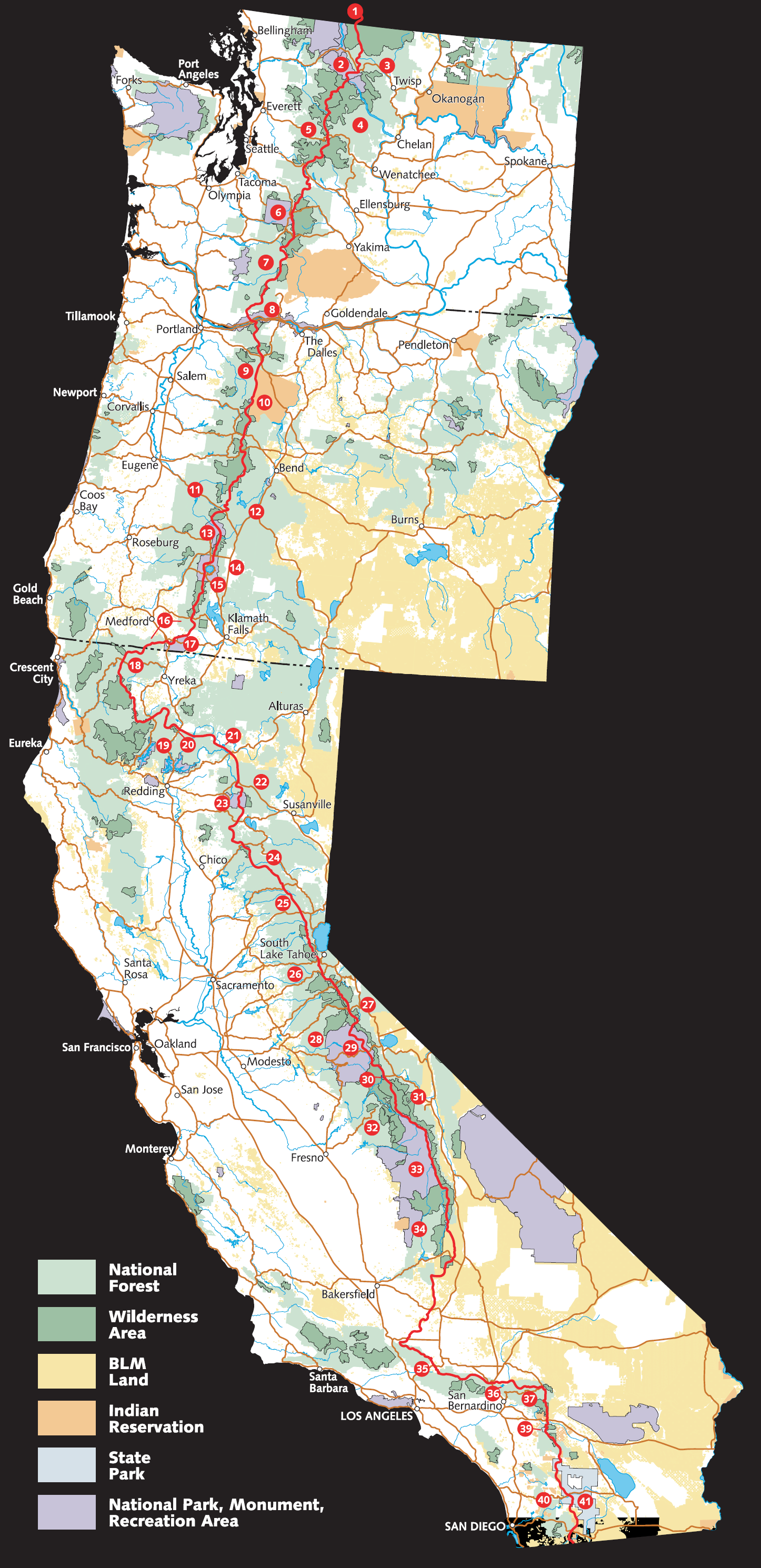
Обзор РСТ из брошюры Forest Service

Маршрут пролегает через 7 национальных парков США и 25 национальных лесов.

## История
Идея создания маршрута принадлежит нефтяному магнату Клинтону Черчилль-Кларку, как аналога существующей на восточном побережье Аппалачской тропы, путём объединения множества региональных пешеходных троп в одну от мексиканской до канадской границ. В 1932 году Кларком была организована «Pacific Crest Trail System Conference», объединившая добровольцев, которые с 1935 по 1938 год занимались разработкой маршрута и исследованием местности, где он должен был пролегать.
2 октября 1968 года президент Линдон Джонсон подписал National Trail Systems Act, в результате чего Аппалачская и Тихоокеанские тропы получили статус Национальных.
Официально все работы по прокладыванию, обустройству и маркировке тропы были закончены в 1993 году.

## Особенности маршрута
Традиционным для большинства путешествующих по тропе является маршрут с юга на север. Лишь немногие, примерно 5-10 %, отправляются с севера на юг. Это обусловлено небольшим климатическим «окном», то есть периодом оттаивания снегов в горах Сьерра-Невада и Каскадных горах. Продолжительность прохождения всего маршрута от 3 до 6 месяцев, что во многом зависит от подготовки и опыта туриста.
Температурный режим в летний период колеблется от +40 градусов по Цельсию в пустыне Мохаве (исп. Mojave) и низких горах, до небольших минусовых температур по Цельсию на перевалах высоко в горах.
По маршруту запрещено передвижение на любых видах транспорта, в том числе, на велосипедах. Для велосипедистов существует параллельный маршрут Pacific Crest Bicycle Trail протяжённостью 4000 км.

## Интересные факты
Рекорд времени по полному прохождению маршрута принадлежит Джою Макконахи из Сиэтла (10 августа 2014). Он преодолел маршрут за 53 дня 6 часов 37 минут. Однако данный рекорд Джой установил не без помощи группы поддержки своих друзей, которые доставляли в нужные точки маршрута еду и прочие необходимые вещи. Рекорд времени по преодолению полного маршрута в одиночку без помощи со стороны принадлежит Хизер Андерсон, она преодолела всю дистанцию за 60 дней 17 часов 12 минут.
14 августа 2016 года рекорд Макконахи был побит 27-летним зубным врачом из Бельгии Карелом Саббе. Он преодолел дистанцию за 52 дня, 8 часов и 25 минут, в среднем проходя в день более 50 миль.
Первая успешная попытка преодолеть маршрут в зимний период принадлежит Джастину Лихтеру и Шону Форри. Они начали свой путь 21 октября 2014 года от границы с Канадой и закончили его 1 марта 2015 года на границе с Мексикой.
В 1976 году первой женщиной, которая прошла тропу в одиночку, стала 49-летняя Тедди Бостон.
Кристиан Томас Гейгер - самый молодой турист, прошедший тропу. Ему было 6 лет, когда он преодолел маршрут вместе с родителями.
В 2014 году Оливия МакГлоин (из Ирландии) стала первой женщиной, которая прошла Тихоокеанскую тропу в обе стороны за одно путешествие.
Полностью маршрут можно пройти только с юга на север. С севера на юг маршрут целиком пройти невозможно, так как разрешается пересекать Канадскую границу в сторону Канады в точке пересечения маршрута с границей, а обратно в сторону США границу можно пересечь только через специальные пропускные пункты, ближайший из которых находится в 80,5 километрах от тропы.
Ежегодно в конце апреля на 20 миле тропы от границы с Мексикой возле озера Морено проводится Kick-off day — слёт для туристов впервые отправляющихся по маршруту.
Вдоль всего маршрута существуют так называемые «Ангелы тропы» — добровольцы, занимающиеся поддержанием тропы и привалов, помогающие туристам, например, организуя тайники с питьевой водой на засушливых участках.
В 2012 году вышла книга писательницы Шерил Стрэйд «Дикая. Опасное путешествие как способ обрести себя». Главная героиня книги отправляется в 1770 километровый поход по Маршруту Тихоокеанского хребта. Шерил действительно прошла по этому маршруту одна в 1996 году в возрасте 26 лет. С июля 2012 года, в течение нескольких недель книга возглавляла Список бестселлеров газеты Нью-Йорк Таймс. В 2014 году на экраны вышла голливудская экранизация книги — фильм «Дикая» (англ. Wild). Книга и фильм поспособствовали большей популяризации маршрута, в том числе среди туристов из других стран.